# Polyortha niveopunctata
Polyortha niveopunctata is een vlinder uit de familie van de bladrollers (Tortricidae). De wetenschappelijke naam van de soort is voor het eerst geldig gepubliceerd in 1905 door Paul Dognin. Het is de typesoort van het geslacht Polyortha, dat Dognin in dezelfde publicatie als nieuw beschreef.
Het exemplaar waarover Dognin beschikte was afkomstig uit  Loja in Ecuador.